# Belinda Balluku
Belinda Balluku (nascida a 9 de outubro de 1973) é uma política albanesa. Desde 17 de janeiro de  2019 que tem servido como Ministra da Infraestrutura e Energia no segundo governo de Edi Rama.